# Lepidodexia minuta
Lepidodexia minuta är en tvåvingeart som beskrevs av Guilherme A.M. Lopes 1991. Lepidodexia minuta ingår i släktet Lepidodexia och familjen köttflugor.
Artens utbredningsområde är Panama. Inga underarter finns listade i Catalogue of Life.